# آزمایش‌های پرتوتابی انسانی

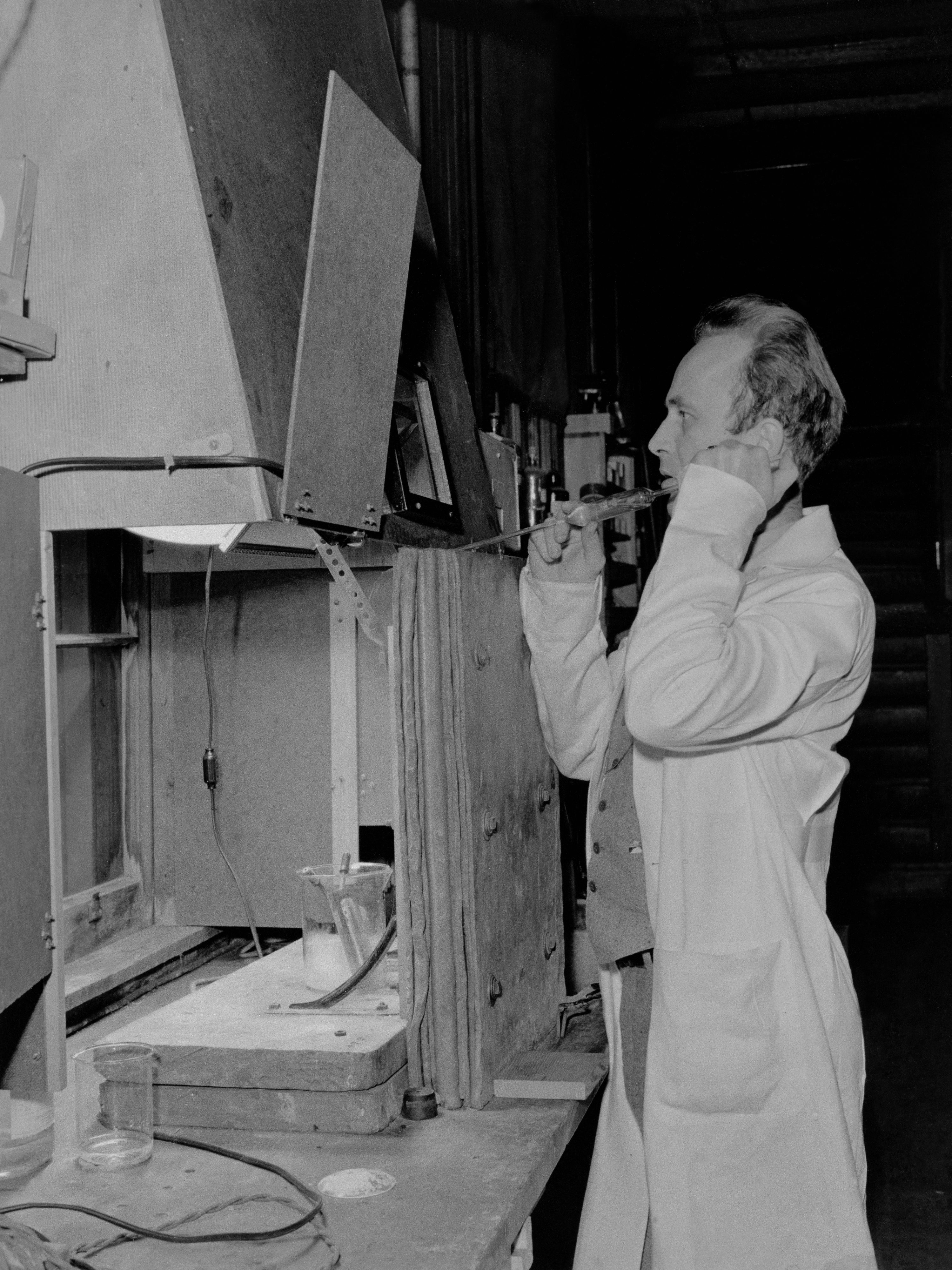

از زمان کشف پرتوتابی یونیزه، برای درک اثرات پرتوتابی یونیزه و آلودگی رادیواکتیو در بدن انسان، به ویژه با عنصر پلوتونیوم، آزمایش‌ها و بررسی‌های پرتوتابی انسانی (به انگلیسی: Human radiation experiments) متعددی انجام شده‌است.

## آزمایش‌های انجام شده در ایالات متحده
آزمایش‌های پرتوتابی انسانی متعددی در ایالات متحده انجام شده‌است که برخی از آن‌ها توسط آژانس‌های دولتی ایالات متحده مثل وزارت دفاع و کمیسیون انرژی اتمی ایالات متحده پایه‌گذاری و سرمایه‌گذاری شده‌اند. این قبیل آزمایش‌ها شامل موارد زیر هستند:
- تزریق یون رادیواکتیو به زنان باردار به دنبال سقط جنین، به منظور پیگیری انتقال بین جفت و جریان خون ناقل. آزمایش دیگر بکارگیری یون رادیواکتیو برای نوزادان تازه متولد شده‌است؛
- پرتوتابی بر روی سر کودکان؛
- خوراندن ماده رادیواکتیو به کودکان مبتلا به اختلال ذهنی؛[۴]
- قراردادن سربازان و زندانیان آمریکایی در معرض سطوح بالایی از پرتوها؛
- پرتوتابی به بیضه‌های زندانیان که باعث عیب و نقص شدید جنسی می‌شود؛[۵]
- نبش قبر کردن اجساد از گورستان‌ها برای آزمایش بر روی آن‌ها بدون رضایت خانواده متوفی.[۶]

#### جزییات فاجعه آمیز آزمایش ها:
- در یک آزمایش طولانی مدت در دانشگاه سینسیناتی، که در سال 1971 به پایان رسید، 88 بیمار فقیر، بی سواد و عمدتاً آفریقایی-آمریکایی مبتلا به سرطان در معرض دوزهای سنگین تابش تمام بدن قرار گرفتند -به  افراد مورد مطالعه، که برخی از آنها ساعاتی پس از درمان جان خود را از دست دادند، داروهای تسکین‌دهنده در برابر عوارض جانبی تهوع و استفراغ ارائه نشد، زیرا محققان نمی‌خواستند این داروها در جمع‌آوری داده‌های آنها اختلال ایجاد کند.
- در طول دهه 1940، به 800 زن باردار، مشتریان فقیر یک کلینیک پیش از زایمان در دانشگاه واندربیلت، یک "کوکتل" شامل دوز ردیاب آهن رادیواکتیو داده شد. هدف از این آزمایش تعیین میزان آهن مورد نیاز زنان باردار بود. 
- در مدرسه فرنالد در ماساچوست در طول دهه 1950، در آزمایش‌هایی که بخشی از آن توسط محققان موسسه فناوری ماساچوست انجام شد، پسران عقب مانده ذهنی مدرسه با کلسیم و آهن رادیواکتیو با غلات صبحانه خود تغذیه شدند.
در تاریخ ۱۵ ژانویه ۱۹۹۴، رئیس‌جمهور بیل کلینتون کمیته مشورتی را در مورد آزمایش‌های پرتوتابی انسانی (ACHRE) تشکیل داد که ریاست این کمیته به عهده دکتر روث فادن از مؤسسه اخلاق زیستی جان هاپکینز برمن بود. یکی از عوامل برانگیزانندهٔ اصلی در پشت تصمیم کلینتون برای تأسیس ACHRE اقدامی بود که توسط وزیر انرژی جدیدش Hazel O Leary.J.D صورت گرفته بود. یکی از اولین اقدامات او در مورد تصدی وزارت انرژی اعلام یک سیاست آشکار جدید برای وزارت بود. این سیاست بلافاصله باعث انتشار و آزادسازی بیش از ۶/۱ میلیون صفحه از گزارش‌ها و پرونده‌های مستند گردید. این پرونده‌ها اعلام می‌کردند که از دهه ۱۹۴۰ کمیسیون انرژی اتمی از آزمایش‌های انجام شده در مورد تأثیرات پرتوتابی بر روی بدن انسان حمایت کرده‌است. شهروندان آمریکایی که برای بررسی انواعی از بیماری‌ها به بیمارستان مراجعه کرده بودند تا چکاپ انجام دهند به صورت پنهان تحت تزریق مقادیر مختلفی از مواد رادیواکتیو و پلوتونیوم قرار گرفتند آنهم بدون اینکه خودشان از این مسئله اطلاع داشته باشند. اکثر بیماران تصور می‌کردند این تزریق یک داروست، اما تحقیقات مخفیانه مقدار کافی از مواد رادیواکتیو را در بدن برخی از بیماران باقی گذاشت که باعث ایجاد شرایط خطرناک و تهدیدکننده حیات برای بیماران شد. این قبیل آزمایش‌ها به بیماران بستری در بیمارستان محدود نمی‌شد، بلکه گروه‌های دیگری را نیز از قبیل موارد ذکر شده در بالا شامل می‌گردید، برای مثال، بچه‌های بی‌سرپرستی که با شیر آلوده به رادیواکتیو تغذیه شدهاند، کودکانی که مواد رادیواکتیو به آن‌ها تزریق شده‌است، زندانیان زندان‌های اوروگون و واشینگتن. اکثر آزمایش‌ها به منظور ارزیابی این مسئله انجام شده‌اند که چگونه بدن انسان مواد رادیواکتیو را سوخت و ساز می‌کند، اطلاعاتی که می‌تواند توسط وزارت دفاع و انرژی در برنامه ریزی‌های حمله یا دفاع جنگ سرد بکار گرفته شوند.
گزارش آخر ACHRE نیز اقدامی در وزارت انرژی بود مبنی بر تأسیس دفتر مطالعات و آزمایش‌های پرتوتابی انسانی (OHRE) که خبر از انتشار مشارکت DOE در تحقیقات پرتوتابی جنگ سرد بر روی انسان‌ها می‌داد. گزارش آخر منتشر شده توسط ACHRE را می‌توان در وب سایت وزارت انرژی مشاهده کرد.